# Lotta Udnes Weng
Lotta Udnes Weng, född 29 september 1996, är en norsk längdskidåkare som debuterade i världscupen den 11 mars 2015 i Drammen i Norge. Vid juniorvärldsmästerskapen i nordisk skidsport 2017 vann hon guld skiathlon och hon ingick i det norska lag som vann guld i stafett vid juniorvärldsmästerskapen i nordisk skidsport 2015.
Lotta Udnes Weng har en tvillingsyster, Tiril Udnes Weng, som också tävlar i längdskidåkning. Tvillingarna är bryllingar till längdåkaren Heidi Weng.